# Jair Amorim
Jair Pedrinha de Carvalho Amorim (Santa Leopoldina, 18 de julho de 1915 — São José dos Campos, 15 de outubro de 1993) foi um importante compositor popular brasileiro da segunda metade do século XX. Foi também jornalista e locutor de rádio.

## Trajetória
Jair Amorim começou sua carreira como jornalista no Diário da Manhã de Vitória (ES) aos quinze anos. Ainda no Espírito Santo, dirigiu e produziu alguns programas para a Rádio Clube. Foi também letrista de blocos carnavalescos.
Em 1941, passou a residir no Rio de Janeiro, onde foi cronista de revistas como "Carioca" e "Vamos Ler", além de locutor da Rádio Clube do Brasil (depois Rádio Mundial), quando conheceu vários artistas, como o compositor José Maria de Abreu. É desse período a letra que fez em português para a música Maria Elena, do mexicano Lorenzo Barcelata. Lançada por Arnaldo Amaral para o selo Continental, foi o passaporte para tornar-se parceiro de José Maria de Abreu, com quem compôs Bem Sei, de 1942, além de Um cantinho e você (1948), Ponto final (1949) e Alguém como tu (1952).
Em 1942, tornou-se locutor da Rádio Nacional, indo mais tarde trabalhar na Rádio Mayrink Veiga (1948). 
Em 1956, compôs com o sambista Dunga o samba-canção "Conceição", um dos principais sucessos do cantor Cauby Peixoto, analisada posteriormente pelo músico e pesquisador Luiz Tatit no livro Análise semiótica através das letras (Ateliê Editorial, 2001).
Em 1958, conheceu Evaldo Gouveia, que se tornaria seu principal parceiro. Com ele compôs inúmeros sambas-canções, vários registrados como se fossem boleros, muito à moda na época. É da parceria de ambos canções como Alguém me disse, interpretada por Anísio Silva, "Conversa", gravada por Alaíde Costa em 1959, além de Brigas, O Trovador, popularizadas na voz de Altemar Dutra. Este, aliás, se dedicaria a gravar várias de suas músicas, que encontram intérpretes também na voz de Agnaldo Rayol, Jair Rodrigues, Ângela Maria, Wilson Simonal (no disco Garota moderna) e, mais recentemente, de Gal Costa, Ana Carolina, Bruno e Marrone, dentre vários outros, além do próprio filho de Altemar Dutra, Altemar Dutra Júnior.

## Samba da Portela

Jair Amorim e Evaldo Gouveia, em 1972.

Em 1974, a escola de samba Portela ganhou o carnaval do Rio de Janeiro com o samba-enredo O Mundo Melhor de Pixinguinha, composição de Jair Amorim e Evaldo Gouveia. Apesar da vitória, Sérgio Cabral, no livro As escolas de samba do Rio de Janeiro, afirmaria as dificuldades que resultaram da escolha do samba, pelo fato de os compositores estarem há pouco tempo filiados à escola: "Tomando decisões desse gênero, Carlinhos Maracanã começava a enfrentar uma oposição que geraria, depois, duas novas escolas de samba, ambas constituídas de sambistas egressos da Portela."

Pizindin! Pizindin! Pizindin!
Era assim que a vovó
Pixinguinha chamava
Menino bom na sua língua natal

Menino bom que se tornou imortal

## Composições
- Alguém como tu, com José Maria de Abreu — Dircinha Batista (1952)
- Bloco da solidão, com Evaldo Gouveia — Altemar Dutra (1971)
- Brigas, com Evaldo Gouveia — Altemar Dutra (1966)
- Conceição, Cauby Peixoto com Dunga — Conjunto Farroupilha (1956)
- Faz de conta, com Evaldo Gouveia e Luiz de França — Dircinha Batista (1969)
- Garota moderna, com Evaldo Gouveia — Wilson Simonal (1965)
- Meu homem, com Evaldo Gouveia — Edith Veiga (1980)
- Mulher à brasileira, com Evaldo Gouveia — Silvinho da Portela (1978)
- O conde, com Evaldo Gouveia — Jair Rodrigues (1969)
- O mundo melhor de Pixinguinha, com Evaldo Gouveia — Silvinho da Portela (1974)
- O trovador, com Evaldo Gouveia — Altemar Dutra (1965)
- Ponto final, com José Maria de Abreu — Dick Farney (1949)
- Que queres tu de mim?, com Evaldo Gouveia — Altemar Dutra (1964)
- Se ela perguntar, com Dilermando Reis — Carlos Galhardo (1952)
- Se eu pudesse, com Evaldo Gouveia — Jane & Herondy (1979)
- Sentimental demais, com Evaldo Gouveia — Altemar Dutra (1965)
- Serenata da chuva, com Evaldo Gouveia — Altemar Dutra (1964)
- Tango para Teresa, com Evaldo Gouveia — Ângela Maria (1975)
- Tudo de mim, com Evaldo Gouveia — Altemar Dutra (1963)